# Green Bank, West Virginia
Green Bank är en ort (CDP) i Pocahontas County i West Virginia i USA. Här ligger Green Bank-observatoriet och i närheten finns skidorten Snowshoe Mountain. 
Green Bank ligger i United States National Radio Quiet Zone, en zon på 34 000 km² i vilken elektromagnetiska utsläpp mycket kraftigt kontrolleras för att underlätta vetenskaplig forskning och militär underrättelseverksamhet. Green Bank har av den anledningen blivit en tillflyktsort för personer med upplevd elöverkänslighet.